# Петрлашке пећине
Петрлашка пећина је систем од пет печина које се налаза у источној Србији, на територији општине Димитровград, у атару села Петерлаш и Одоровци, у рејону Забрђа. 

## Положај
Пећина се налази на простору југозападног дела Одоровачког поља, највећег крашког поља источне и југоисточне Србије, на крашкој заравни Видлича, у катастарској општини села Петрлаш, на удаљености од Димитровграда око 12 километра.

## Географија
Простор на коме се налазе Петрлашке пећине, дугачак  је 7 км, а широко око 4,5 км. Њега уоквирују нижи кречњачки гребени и планина Видлич. Пећина поседује богат пећински накит, али још није до краја истражена, тако да се не зна њена тачна дужина.
Одровачко поље на чијим обронцима се налази ова пећина нагнуто је у правцу југозапада и југа, а његовим дном отиче понорница - Одоровачка река. Јужни део поља заузима читав систем пећина под заједничким називом Петрлашка пећина:
- Петрлашка пећина са понором (468 м),
- Тмна дупка (170 м),
- Данчулица (108 м),
- Недељина дупка (69 м),
- Оџина дупка (150 м).

Ове пећине обилују интересантним формама веома атрактивног пећинског накита, међу којима преовлађују сталактити, сталагмити, саливи и бигрене кадице.

## Степен заштите
Орган надлежан за послове културе Скупштине општине Димитровград, својом одлуком бр. 02-2065/1 од 19. августа 1969. године  стављило је под заштиту државе, као природну реткости и природни споменик „Петерлашку пећине“, на основу предлога Републичког завода за заштитуприроде од 8. априла 1969. године. 
Петерлешке пећине, којих има укупно пет, све заједно су од 1969. године стављене под заштиту државе као природно подручје II категорије, од регионалног, односно великог значаја. Ревизијом из 2015. године проглашене су за заштићени простор, који је проширен на садашњих скоро 19 хектара, са истим режимом заштите.